# تشارلز ييل هاريسون
تشارلز ييل هاريسون (بالإنجليزية: Charles Yale Harrison)‏ (16 يونيو 1898 - 17 مارس 1954)؛ روائي أمريكي.